# Jordan Henderson
Jordan Brian Henderson MBE (sinh ngày 17 tháng 6 năm 1990) là một cầu thủ bóng đá chuyên nghiệp người Anh hiện đang thi đấu ở vị trí tiền vệ cho câu lạc bộ tại Premier League là Brentford và đội tuyển bóng đá quốc gia Anh. Anh nổi tiếng nhờ khả năng lãnh đạo xuất sắc, lối chơi giàu kỹ thuật, thể lực sung mãn và sự đa năng trong lối chơi.
Henderson bắt đầu sự nghiệp của mình tại Sunderland vào năm 2008, với một khoản cho mượn tại Coventry City năm 2009 trước khi chuyển đến Liverpool vào năm 2011. Anh trở thành đội trưởng của Liverpool vào năm 2015 sau sự ra đi của Steven Gerrard và giành chiến thắng ở chung kết UEFA Champions League 2019 và siêu cúp châu Âu 2019.
Vào năm 2010, Henderson đã giành được suất đầu tiên của mình cho đội tuyển Anh, trước đó anh là đội trưởng U-21 quốc gia. Anh đã đại diện cho quốc gia tại UEFA Euro 2012, 2016 và 2020 – mùa giải mà anh giành ngôi á quân, cùng với World Cup 2014, 2018 và 2022.

## Sự nghiệp

### Sunderland
Henderson được sinh ra ở Sunderland và gia nhập hệ thống câu lạc bộ thanh niên tại quê nhà Sunderland lúc 8 tuổi. Anh ấy đã ký hợp đồng chuyên nghiệp với câu lạc bộ vào ngày 1 tháng 7 năm 2008. Anh ấy đã chơi trận đấu đầu tiên cho Sunderland vào lúc ra sân thay người vào ngày 1 tháng 11 năm 2008 trong một trận thua 5-0 trước Chelsea. Sau đó, anh ấy đã bắt đầu trận đấu toàn thời gian cho Sunderland đầu tiên trong trận với Blackburn Rovers tại Cúp Liên đoàn.

#### Coventry City (mượn)
Trong tháng 1 năm 2009, Henderson tham gia giải EFL Championship cho CLB Coventry City trên một hợp đồng cho mượn kéo dài một tháng. Anh ấy đã có trận ra mắt với trận thua 2-1 trước đối thủ Derby County. Khoản mượn của Henderson cho Coventry đã được gia hạn đến cuối mùa giải vào ngày 23 tháng 2 năm 2009 và anh ấy đã ghi bàn thắng đầu tiên trong sự nghiệp của mình vào ngày 28 tháng 2 năm 2009 trước Norwich City. Trong khi mượn tại Coventry, Henderson bị gãy xương ngón út bàn chân phải và anh trở lại Sunderland A.F.C. vào ngày 08 tháng 4 năm 2009.

#### Trở lại Sunderland

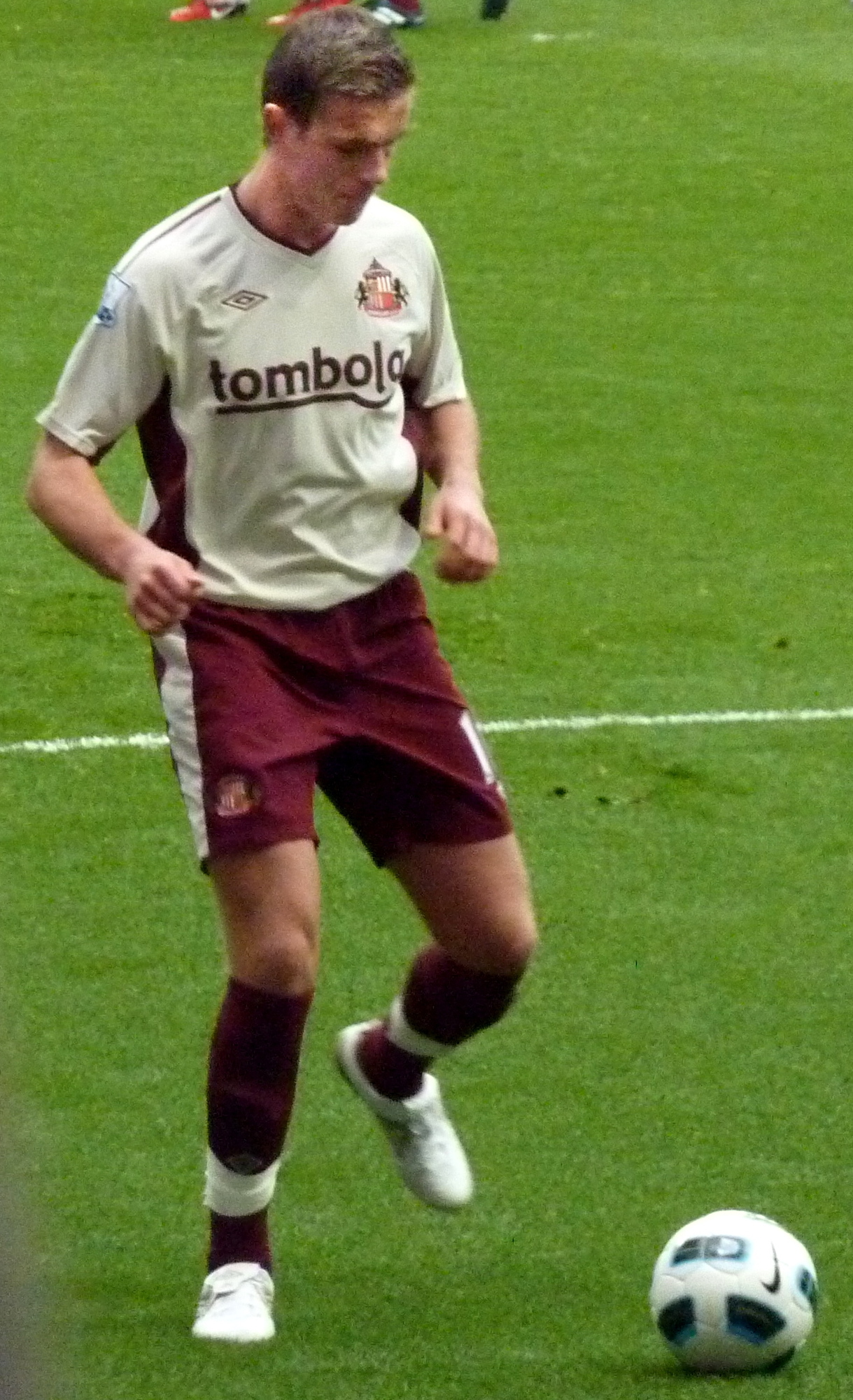
Henderson chơi cho Sunderland năm 2011

Mùa giải 2009-10, Henderson nằm trong đội hình chính của Sunderland và có 33 lần ra sân ở Premier League. Anh ấy đã ghi bàn thắng đầu tiên của mình cho câu lạc bộ trước Birmingham City ở vòng ba League Cup. Sau đó, anh tiếp tục ghi bàn thắng đầu tiên tại Premier League trước Manchester City vào ngày 19 tháng 12 năm 2009.
Henderson dành phần lớn mùa giải ở bên phải của hàng tiền vệ nhưng chơi tập trung trong trường hợp không có đội trưởng Lee Cattermole; tính linh hoạt và nhất quán của anh ấy mang lại cho anh ấy một hợp đồng năm năm mới vào ngày 23 tháng 4 năm 2010, giữ anh ấy với câu lạc bộ cho đến năm 2015. Anh cũng đã giành được giải thưởng Cầu thủ trẻ xuất sắc nhất năm của Sunderland cho mùa giải 2009-10.
Ở mùa giải 2010-11, Henderson ghi bàn hai lần vào lưới của Wigan Athletic vào ngày 23 tháng 4 năm 2011. Vào ngày 13 tháng 1 năm 2011, Henderson đã được liệt kê trên trang web chính thức của FIFA là một trong 13 cầu thủ trẻ sẽ theo dõi vào năm 2011. Anh được bầu chọn là Cầu thủ trẻ xuất sắc nhất năm của Sunderland mùa thứ hai.
Liverpool

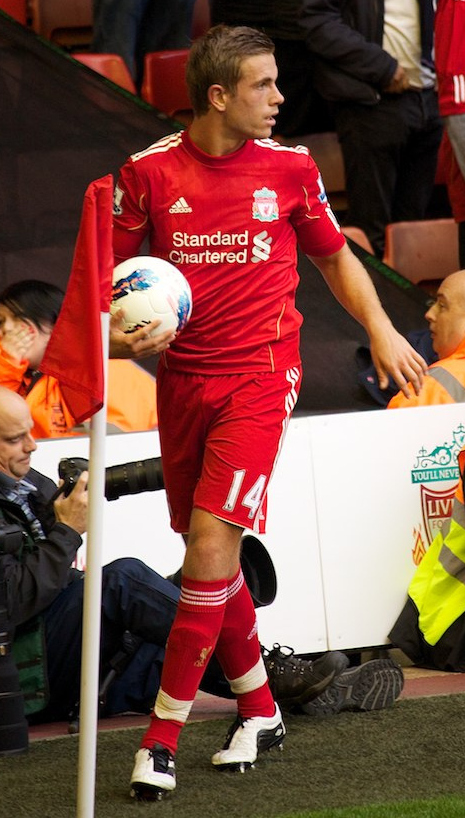
Henderson chuẩn bị thực hiện 1 quả đá phạt góc và anh trong màu áo Liverpool năm 2011.

Vào ngày 9 tháng 6 năm 2011, Henderson đã được chuyển đến Liverpool với mức phí không được tiết lộ, được cho là từ 16 đến 20 triệu bảng. Anh ra mắt trong trận đấu đầu tiên của Liverpool tại Premier League 2011-12 là trận hòa 1-1 với câu lạc bộ cũ Sunderland. Vào ngày 27 tháng 8 năm 2011, Henderson đã ghi bàn thắng đầu tiên cho Liverpool trong trận đấu ở Ngoại hạng Anh tại Anfield trước Bolton Wanderers. Ngày 26 tháng 2 năm 2012, Henderson bắt đầu chơi vị trí tiền vệ phải trong chiến thắng tại Chung kết Cúp Liên đoàn 2012 của Liverpool trước Cardiff City trước khi được thay ra ở phút 58. Vào ngày 5 tháng 5, anh đã chơi trọn 90 phút khi Liverpool bị Chelsea đánh bại 2-1 trong trận Chung kết FA Cup 2012. Henderson kết thúc mùa giải 2011-12 với hai bàn thắng sau 44 lần ra sân.
Vào tháng 8 năm 2012, Henderson có thông tin cho biết anh sẽ được cho phép gia nhập Fulham nhưng điều này đã bị anh từ chối. Anh tiếp tục ghi bàn thắng châu Âu đầu tiên cho Liverpool vào ngày 6 tháng 12 năm 2012 với chiến thắng trước Udinese tại UEFA Europa League khi the Reds đủ điều kiện lọt vào vòng 32 đội.
Henderson ra sân thường xuyên hơn cho Liverpool trong mùa giải 2013-14 với 35 lần thi đấu ở Premier League trước khi anh nhận thẻ đỏ đầu tiên trong sự nghiệp trong chiến thắng 3-2 trước Manchester City vào ngày 13 tháng 4 năm 2014, kết quả là anh sẽ bỏ lỡ ba trong bốn trận đấu gần nhất của Liverpool. Vào ngày 29 tháng 9, anh xuất hiện lần thứ 100 cho câu lạc bộ khi Liverpool giành thắng lợi 1-3 tại Sunderland.

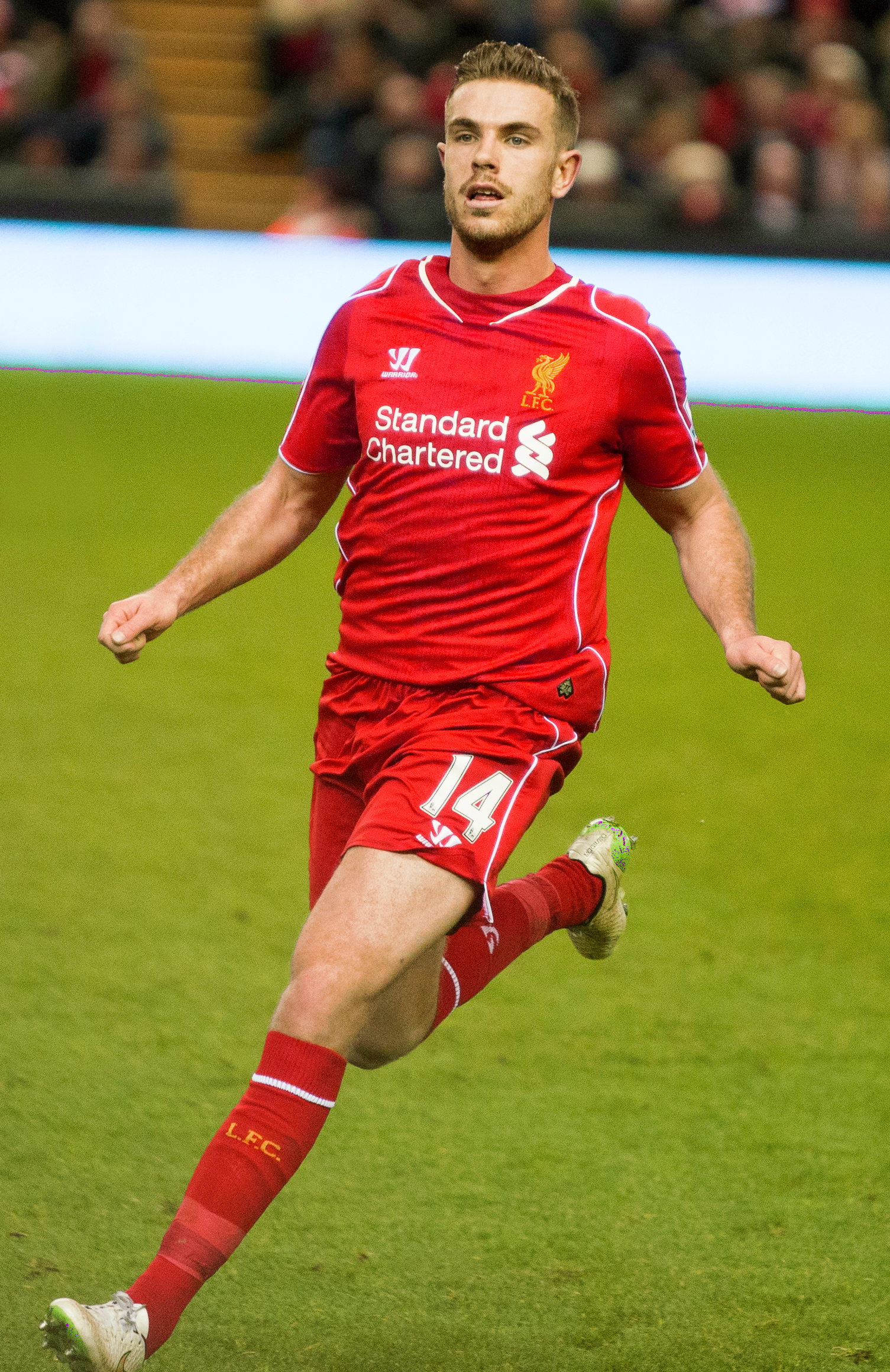
Henderson chơi cho Liverpool năm 2014

Henderson khởi đầu mùa giải với phong độ tốt, cung cấp hai pha kiến tạo trong ba trận đấu đầu tiên của Liverpool, và trở thành phó đội trưởng của câu lạc bộ sau sự ra đi của Daniel Agger. Vào ngày 29 tháng 11, Henderson bắt đầu làm đội trưởng lần đầu tiên cho Liverpool ở Premier League khi tiếp Stoke City khi Steven Gerrard dự bị. Vào ngày 2 tháng 12, Henderson đã đánh dấu lần xuất hiện thứ 150 của mình cho câu lạc bộ bằng cách ghi bàn thắng thứ ba trong chiến thắng 3-1 trước Leicester City. Henderson bắt đầu nhiều trận đấu của Liverpool với tư cách đội trưởng khi Gerrard bị chấn thương hoặc dự bị. Vào ngày 23 tháng 4, Henderson đã ký hợp đồng gia hạn 5 năm tại Liverpool trị giá 100.000 bảng mỗi tuần.
Sau sự ra đi của Steven Gerrard vào tháng 6 năm 2015, Henderson đã trở thành đội trưởng của Liverpool. Sau khi làm nặng thêm chấn thương gót chân, Henderson đã trải qua phẫu thuật, nhưng bị gãy xương ở chân phải trước khi anh ấy có thể gia nhập đội hình xuất phát chính. Các vấn đề về gót chân của Henderson bắt nguồn từ viêm cân gan chân không điều trị.
Henderson có một cú đá tuyệt đẹp cách khung thành hơn 22 mét vào ngày 16 tháng 9 trong mùa giải 2016-17 trong chiến thắng 2-1 trước Chelsea tại Stamford Bridge. Cú đá giúp anh nhận giải Bàn thắng đẹp nhất tháng Giải bóng đá Ngoại hạng Anh vào tháng 9.
Henderson đã ký một hợp đồng 5 năm mới tại Liverpool vào năm 2018 sau khi dẫn dắt câu lạc bộ đến trận chung kết UEFA Champions League đầu tiên trong hơn một thập kỷ. Sau khi ký hợp đồng, Henderson nhấn mạnh ý định ở lại Liverpool càng lâu càng tốt và lý tưởng là phần còn lại của sự nghiệp. Vào ngày 24 tháng 11, Henderson đã bị đuổi khỏi sân sau khi nhận thẻ vàng thứ hai trong chiến thắng 3-0 trước Watford, nghĩa là anh sẽ bỏ lỡ trận derby vùng Merseyside vào ngày 2 tháng 12.
Vào ngày 7 tháng 5 năm 2019, Henderson đá trong đau đớn sau khi bị chấn thương nửa đầu gối để đủ đội đủ điều kiện vào chung kết UEFA Champions League thứ hai của họ với chiến thắng bán kết với tổng tỷ số 4-3 trước FC Barcelona - 4-0 là chiến thắng trên sân nhà lượt về trận chung kết. Liverpool bắt đầu trận đấu đó với việc thua đậm 3-0 và chiến thắng lượt về được coi hay nhất trong lịch sử giải đấu.
Vào ngày 1 tháng 6 năm 2019, Henderson đã mang chức đội trưởng Liverpool trong chiến thắng 2-0 trước Tottenham Hotspur trong trận Chung kết UEFA Champions League 2019 tại Madrid, trở thành đội trưởng thứ năm của Liverpool nâng cúp Champions League, với câu lạc bộ là lần thứ sáu.

## Sự nghiệp quốc tế

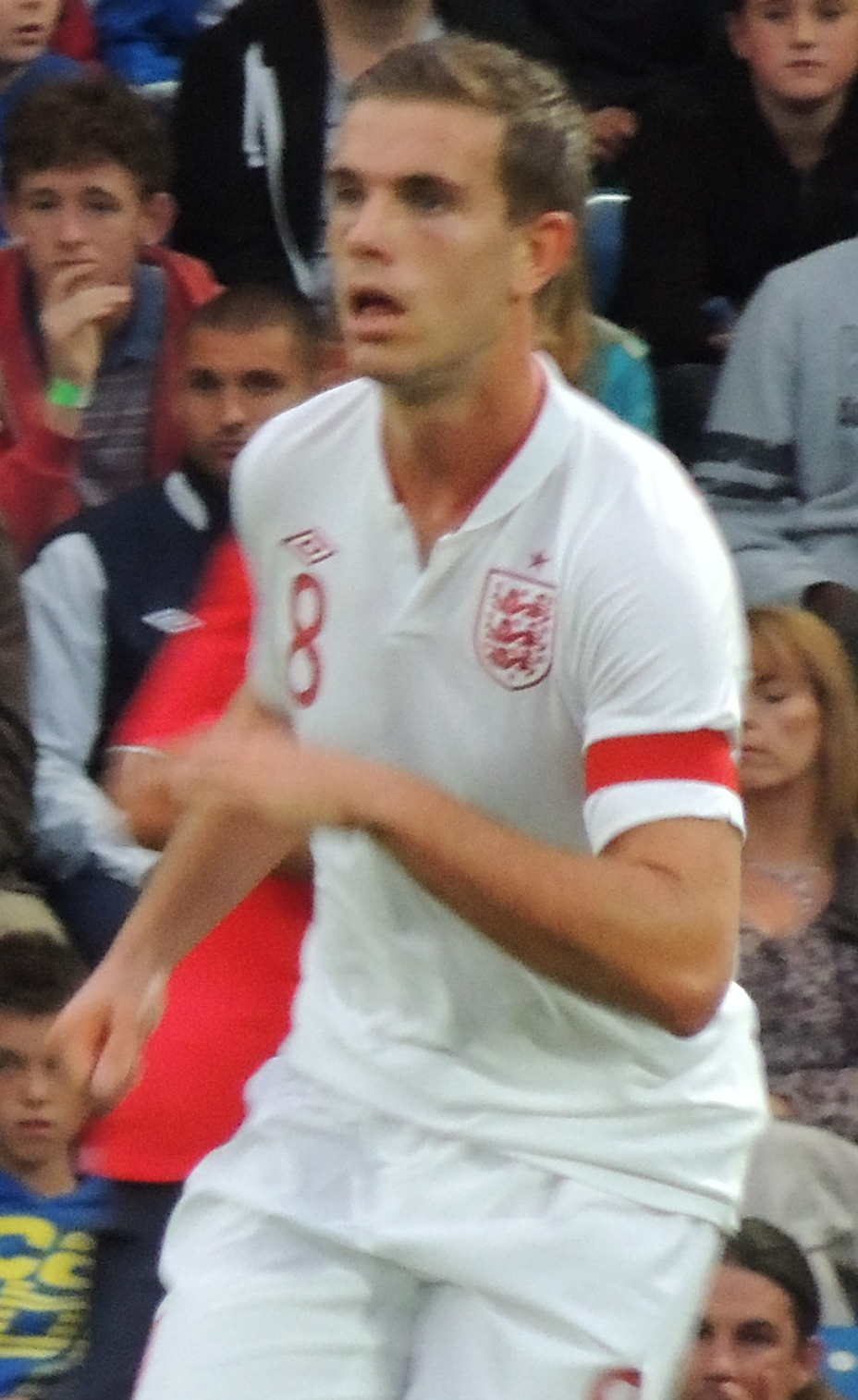
Henderson chơi cho U21 Anh năm 2012

### Thời trẻ
Henderson đã đại diện cho Anh ở bốn cấp độ đội tuyển. Anh ra mắt đội bóng U-19 trước trận với Cộng hòa Séc vào năm 2009, trước khi có suất vào đội hình U-21 dưới thời HLV Stuart Pearce. Anh ghi bàn thắng đầu tiên trong màu áo đội tuyển Anh trong trận play-off Giải vô địch U21 châu Âu với România, tung cú vô lê từ ngoài vòng cấm để đưa đội tuyển Anh vươn lên dẫn trước.
Henderson được chọn vào đội U21 Anh cho Giải vô địch châu Âu 2011. Tuy nhiên, Anh đã bị loại ở vòng bảng. Anh ấy đã làm đội trưởng đội U21 Anh trong chiến thắng 6-0 trước U-21 Azerbaijan vào ngày 1 tháng 9 năm 2011, ghi một bàn trong vòng loại U-19 Euro 2013. Sau đó, anh đã ghi bàn thắng thứ 4 trong thời gian phục vụ cho đội tuyển U-21 của mình trong chiến thắng 2-1 trên sân Na Uy, duy trì thành tích 100% thắng lợi của Anh ở vòng loại U-19 Euro 2013. Vào ngày 3 tháng 2 năm 2013, Henderson được bầu chọn là Cầu thủ xuất sắc nhất năm của U-21 Anh. Anh là đội trưởng của đội U21 tại UEFA U-21 châu Âu 2013.

### Đội tuyển Anh
Vào ngày 11 tháng 11 năm 2010, Henderson đã bị loại khỏi đội U21 Anh trước trận giao hữu với Đức, thay vào đó anh nhận được cuộc gọi đầu tiên lên đội tuyển Anh vào ngày 17 tháng 11 năm 2010 đá trận giao hữu với Pháp. Anh ra mắt trong trận đấu, chơi từ đầu ở vị trí tiền vệ trung tâm cùng với Steven Gerrard.
Ban đầu được dự bị, Henderson được triệu tập vào đội tuyển Anh tại Euro 2012 để thay thế Frank Lampard đang bị thương. Anh ra sân trong tình huống thay người muộn, thay cho Scott Parker, và một lần nữa cũng tình huống thay người trong hiệp phụ, trong trận thua trên loạt sút luân lưu vòng tứ kết của Anh trước Ý.
Henderson đã được chọn trong đội hình 23 người của Roy Hodgson để tới Brasil dự FIFA World Cup 2014. Anh ra sân ở hai trận tại World Cup, thua 2-1 trước Ý ở Manaus và trước Uruguay ở São Paulo.
Henderson cũng dự giải Euro 2016 cùng Roy Hodgson tại Pháp. Anh chỉ chơi một trận, đó là trận đấu cuối với Slovakia, kết thúc với trận hòa 0-0 khi đội Anh đứng thứ hai trong bảng đấu.
Anh sau có tên trong đội hình 23 đội tuyển Anh cho FIFA World Cup 2018. Trong trận đấu Vòng 16 đội của Anh với Colombia, Henderson là cầu thủ duy nhất bỏ lỡ quả đá phạt khi trận đấu đi đến sút luân lưu. Đội anh vẫn giành chiến thắng 4-3 và lọt vào bán kết.
Tại Euro 2020, anh chỉ có được một bàn thắng trong trận thắng Ukraina với tỉ số 4–0 ở tứ kết. Đội tuyển Anh sau đó lọt vào trận chung kết và chịu thất thủ trước Ý, qua đó giành vị trí á quân chung cuộc.

## Cách chơi
Henderson chơi như một tiền vệ đa năng, Mặc dù dưới thời Jürgen Klopp, anh chủ yếu được sử dụng như một tiền vệ phòng ngự. Anh được coi là một cầu thủ làm việc chăm chỉ và mang lại năng lượng cho đội. Được mô tả là một "tiền vệ tốt và chăm chỉ", Henderson đã phát triển tài năng của mình trong thời gian ở Liverpool để thành một cầu thủ có nhiều sáng tạo hơn. Hơn nữa, anh ta liên tục ép sân bất cứ khi nào đội đối phương dẫn bàn.

## Đời tư
Henderson theo học tại trường Cao đẳng Thể thao Cộng đồng Farringdon trước khi gia nhập Sunderland A.F.C. khi còn trẻ. Anh ấy là một người hâm mộ Sunderland và được phát hiện tại trận chung kết League Cup 2014 trong khi là một cầu thủ tại Liverpool. Có thông báo rằng anh sẽ góp mặt cùng Lionel Messi trên trang bìa của ấn bản Anh FIFA 16.
Henderson và vợ Rebecca Burnett có hai con. Cha của anh, Brian, một cựu cảnh sát và cầu thủ bóng đá nghiệp dư, đã sống sót sau căn bệnh ung thư lưỡi trong thời kỳ đầu anh thi đấu cho Liverpool và có mặt ở Madrid để xem con trai anh nâng cúp Champions League vào năm 2019.

## Thống kê sự nghiệp

### Câu lạc bộ
Tính đến 18 tháng 5 năm 2025
| Câu lạc bộ           | Mùa giải            | Giải đấu            | Giải đấu | Giải đấu | Cúp quốc gia | Cúp quốc gia | Cúp liên đoàn | Cúp liên đoàn | Châu lục | Châu lục | Khác | Khác | Tổng cộng | Tổng cộng |
| Câu lạc bộ           | Mùa giải            | Hạng đấu            | Trận     | Bàn      | Trận         | Bàn          | Trận          | Bàn           | Trận     | Bàn      | Trận | Bàn  | Trận      | Bàn       |
| -------------------- | ------------------- | ------------------- | -------- | -------- | ------------ | ------------ | ------------- | ------------- | -------- | -------- | ---- | ---- | --------- | --------- |
| Sunderland           | 2008–09             | Premier League      | 1        | 0        | 0            | 0            | 1             | 0             | —        | —        | —    | —    | 2         | 0         |
| Sunderland           | 2009–10             | Premier League      | 33       | 1        | 2            | 0            | 3             | 1             | —        | —        | —    | —    | 38        | 2         |
| Sunderland           | 2010–11             | Premier League      | 37       | 3        | 1            | 0            | 1             | 0             | —        | —        | —    | —    | 39        | 3         |
| Sunderland           | Tổng cộng           | Tổng cộng           | 71       | 4        | 3            | 0            | 5             | 1             | —        | —        | —    | —    | 79        | 5         |
| Coventry City (mượn) | 2008–09             | Championship        | 10       | 1        | 3            | 0            | —             | —             | —        | —        | —    | —    | 13        | 1         |
| Liverpool            | 2011–12             | Premier League      | 37       | 2        | 5            | 0            | 6             | 0             | —        | —        | —    | —    | 48        | 2         |
| Liverpool            | 2012–13             | Premier League      | 30       | 5        | 2            | 0            | 2             | 0             | 10       | 1        | —    | —    | 44        | 6         |
| Liverpool            | 2013–14             | Premier League      | 35       | 4        | 3            | 0            | 2             | 1             | —        | —        | —    | —    | 40        | 5         |
| Liverpool            | 2014–15             | Premier League      | 37       | 6        | 7            | 0            | 4             | 0             | 6        | 1        | —    | —    | 54        | 7         |
| Liverpool            | 2015–16             | Premier League      | 17       | 2        | 0            | 0            | 3             | 0             | 6        | 0        | —    | —    | 26        | 2         |
| Liverpool            | 2016–17             | Premier League      | 24       | 1        | 0            | 0            | 3             | 0             | —        | —        | —    | —    | 27        | 1         |
| Liverpool            | 2017–18             | Premier League      | 27       | 1        | 1            | 0            | 1             | 0             | 12       | 0        | —    | —    | 41        | 1         |
| Liverpool            | 2018–19             | Premier League      | 32       | 1        | 0            | 0            | 1             | 0             | 11       | 0        | —    | —    | 44        | 1         |
| Liverpool            | 2019–20             | Premier League      | 30       | 4        | 0            | 0            | 0             | 0             | 6        | 0        | 4    | 0    | 40        | 4         |
| Liverpool            | 2020–21             | Premier League      | 21       | 1        | 1            | 0            | 0             | 0             | 6        | 0        | 0    | 0    | 28        | 1         |
| Liverpool            | 2021–22             | Premier League      | 35       | 2        | 5            | 0            | 5             | 0             | 12       | 1        | —    | —    | 57        | 3         |
| Liverpool            | 2022–23             | Premier League      | 35       | 0        | 2            | 0            | 1             | 0             | 4        | 0        | 1    | 0    | 43        | 0         |
| Liverpool            | Tổng cộng           | Tổng cộng           | 360      | 29       | 26           | 0            | 28            | 1             | 73       | 3        | 5    | 0    | 492       | 33        |
| Al-Ettifaq           | 2023–24             | Saudi Pro League    | 17       | 0        | 2            | 0            | —             | —             | —        | —        | —    | —    | 19        | 0         |
| Ajax                 | 2023–24             | Eredivisie          | 9        | 0        | —            | —            | —             | —             | 3        | 0        | —    | —    | 12        | 0         |
| Ajax                 | 2024–25             | Eredivisie          | 28       | 1        | 2            | 0            | —             | —             | 15       | 0        | —    | —    | 45        | 1         |
| Ajax                 | Tổng cộng           | Tổng cộng           | 37       | 1        | 2            | 0            | —             | —             | 18       | 0        | —    | —    | 57        | 1         |
| Brentford            | 2025–26             | Premier League      | 0        | 0        | 0            | 0            | 0             | 0             | —        | —        | —    | —    | 0         | 0         |
| Tổng cộng sự nghiệp  | Tổng cộng sự nghiệp | Tổng cộng sự nghiệp | 495      | 35       | 36           | 0            | 33            | 2             | 91       | 3        | 5    | 0    | 660       | 40        |

1. ↑  Bao gồm FA Cup, King's Cup, KNVB Cup
2. ↑  Bao gồm EFL Cup
3. 1 2 3  Số lần ra sân tại UEFA Europa League
4. ↑  Năm lần ra sân và một bàn thắng tại UEFA Champions League, một lần ra sân tại UEFA Europa League
5. 1 2 3 4 5 6  Số lần ra sân tại UEFA Champions League
6. ↑  Một lần ra sân tại FA Community Shield, một lần ra sân tại UEFA Super Cup, hai lần ra sân tại FIFA Club World Cup
7. ↑  Ra sân tại FA Community Shield
8. ↑  Số lần ra sân tại UEFA Europa Conference League

### Đội tuyển quốc gia
Tính đến ngày 7 tháng 6 năm 2025
| Đội tuyển quốc gia | Năm       | Trận | Ghi bàn |
| ------------------ | --------- | ---- | ------- |
| Anh                | 2010      | 1    | 0       |
| Anh                | 2012      | 4    | 0       |
| Anh                | 2013      | 2    | 0       |
| Anh                | 2014      | 11   | 0       |
| Anh                | 2015      | 4    | 0       |
| Anh                | 2016      | 10   | 0       |
| Anh                | 2017      | 3    | 0       |
| Anh                | 2018      | 13   | 0       |
| Anh                | 2019      | 7    | 0       |
| Anh                | 2020      | 3    | 0       |
| Anh                | 2021      | 10   | 2       |
| Anh                | 2022      | 6    | 3       |
| Anh                | 2023      | 7    | 0       |
| Anh                | 2025      | 3    | 0       |
| Tổng cộng          | Tổng cộng | 84   | 3       |

### Bàn thắng quốc tế
Tính đến trận đấu diễn ra ngày 4 tháng 12 năm 2022. Tỉ số Anh liệt kê đầu tiên, cột tỉ số biểu thị tỉ số sau mỗi bàn thắng của Henderson.
| # | Ngày                 | Địa điểm | Số lần ra sân                        | Đối thủ | Tỉ số | Kết quả | Giải đấu                      |
| - | -------------------- | -------- | ------------------------------------ | ------- | ----- | ------- | ----------------------------- |
| 1 | 4 tháng 7 năm 2021   | 62       | Sân vận động Olimpico, Roma, Ý       | Ukraina | 4–0   | 4–0     | UEFA Euro 2020                |
| 2 | 12 tháng 11 năm 2021 | 68       | Sân vận động Wembley, London, Anh    | Albania | 3–0   | 5–0     | Vòng loại FIFA World Cup 2022 |
| 3 | 4 tháng 12 năm 2022  | 73       | Sân vận động Al Bayt, Al Khor, Qatar | Sénégal | 1–0   | 3–0     | FIFA World Cup 2022           |

## Danh hiệu

### Liverpool
- Premier League: 2019–20
- FA Cup: 2021–22
- EFL Cup: 2011–12, 2021–22
- FA Community Shield: 2022
- UEFA Champions League: 2018–19[109]
- UEFA Super Cup: 2019[110]
- FIFA Club World Cup: 2019

### Quốc tế
- UEFA Nations League: Hạng ba 2018-19[111]
- UEFA Euro: Á quân 2020

#### Cá nhân
- Bàn thắng đẹp nhất tháng Giải bóng đá Ngoại Hạng Anh: Tháng 9 năm 2016[112]
- Giải Cầu thủ U21 Anh xuất sắc nhất năm: 2012[113]
- Giải Cầu thủ trẻ Liverpool xuất sắc nhất năm: 2011-12[114]
- Sunderland - Giải thưởng Cầu thủ trẻ của năm: 2009-10,[115] 2010-11[116]
- Hạng 3 tiền vệ UEFA của mùa giải: 2018-19[117]
- Cầu thủ Anh xuất sắc nhất năm 2019